# Endomines
Endomines är ett finskt gruvföretag, som prospekterar och utvecklar mineralfyndigheter i Karelen i Finland och Idaho och Montana i USA. 
I mineralrättigheter ingår guldfyndigheter i underjordsgruvan Pampalo 45 kilometer nordost om Ilomants i östra Finland, vilken gruva Endomines planerar att åter ta i drift 2021.[uppföljning saknas] Den har tidigare varit i drift från 2011 till början av 2018, då den sattes i underhållsläge på grund av lågt guldpris. Förberedande arbeten, som tester av kvarnanläggningen vid anrikningsverket, påbörjades i februari 2021. 
Endomines förvärvade 2018 amerikanska TVL Gold, som äger fem rättigheter till fyndigheter i Idaho, bland andra Friday-gruvan, vid vilken också produktion planeras att återupptas 2021 efter att ha varit uppehåll i sedan 2020.
[uppföljning saknas]
Under 2021 förvärvades gruvprojekten US Grant och Kearsarge i Montana i USA.
Endomines AB fusionerades år 2022 med det helägda finska dotterbolaget Endomines Finland Abp och handlas därefter på Helsingforsbörsen. Företaget avnoterades från Stockholmsbörsen med sista handelsdag den 14 december 2022.